# Fire on Earth
Fire On Earth — восьмой студийный альбом голландского дуэта Laserdance. Альбом вышел в 1994 году. Автор всех песен - Михиль ван дер Кёй (Michiel van der Kuy). Альбом продолжает классический стиль группы, не привнося в тему ничего нового. Единственное отличие от предыдущих альбомов - наличие трёх более медленных композиций.

## Список композиций
- Hotsound Records — HS 9401 CD, ZYX Music — ZYX 20276-2, Snake's Music — SM 0067 CD

Слова и музыка всех песен — Михиль ван дер Кёй.
| №                   | Название                | Длительность |
| ------------------- | ----------------------- | ------------ |
| 1.                  | «Under Fire»            | 5:17         |
| 2.                  | «Pirates of the Dark»   | 5:27         |
| 3.                  | «The Asphyx»            | 5:29         |
| 4.                  | «No Man's Land»         | 5:48         |
| 5.                  | «Everlasting Dream»     | 5:20         |
| 6.                  | «Entering the Darkness» | 5:00         |
| 7.                  | «Fire on Earth»         | 6:02         |
| 8.                  | «Forgotten Zone»        | 5:06         |
| 9.                  | «No Pressure»           | 5:12         |
| 10.                 | «Silent Running»        | 5:15         |
| 11.                 | «Fire on Earth (Remix)» | 6:31         |
| Общая длительность: | Общая длительность:     | 1:00:27      |

## Инструменты
- Akai MPC 60 — семплер + секвенсор
- E-mu Emax — семплер
- Ensoniq ESQ-1  (англ.) — синтезатор
- Korg DVP-1 Digital Voice Processor
- Korg M1, Korg Polysix  (англ.) — синтезатор
- Korg Monotron Delay — аналоговый ленточный синтезатор
- LinnDrum LM2  (англ.) — ударные
- Oberheim OB-Xa  (англ.) — синтезатор
- Roland JX-10  (англ.) — синтезатор
- Roland Juno-60  (англ.), Roland Juno-106  (англ.)
- Roland MSQ-100, Roland TR-808
- Yamaha FB-01, Yamaha REV 500

## Авторство произведений
Согласно информации на обложке, авторами всех песен были оба участника Laserdance. По словам Михиля, ван Флит никогда не был ни композитором, ни исполнителем в группе. Будучи исполнительным продюсером, ван Флит купил авторские права у настоящего автора и, таким образом, поместил свое имя в композиции, которые он никогда не создавал.